# Седляковиці
Седляковиці (пол. Siedlakowice, нім. Schiedlagwitz) — село в Польщі, у гміні Собутка Вроцлавського повіту Нижньосілезького воєводства.
Населення — 299 осіб (2011).

## Демографія
Демографічна структура станом на 31 березня 2011 року:
|          | Загалом | Допрацездатний вік | Працездатний вік | Постпрацездатний вік |
| -------- | ------- | ------------------ | ---------------- | -------------------- |
| Чоловіки | 146     | 31                 | 106              | 9                    |
| Жінки    | 153     | 36                 | 90               | 27                   |
| Разом    | 299     | 67                 | 196              | 36                   |